# Camp Point
Camp Point är en ort i Adams County i delstaten Illinois, USA. År 2000 hade orten 1 244 invånare. Den har enligt United States Census Bureau en area på 2,5 km², varav allt är land.